# Ofoniusz Tygellinus
Gaius Ophonius Tigellinus, Tigellinus Sophonius (ur. 8?; zm. 69) – pochodzący z Agrigento wojskowy rzymski, bliski przyjaciel cesarza Nerona, prefekt straży nocnej, a od 62 (po śmierci Sekstusa Afraniusza Burrusa) prefekt pretorianów i prawa ręka cesarza.
Owiany był bardzo złą sławą. Wygnany w 39 przez Kaligulę, powrócił do Rzymu dwa lata później, ułaskawiony przez Klaudiusza. W 62 na polecenie Nerona wysłał siepaczy, którzy zamordowali spiskującego przeciw cesarzowi Faustusa Korneliusza Sullę. Głowę Sulli wysłano następnie do Rzymu, gdzie Neron naśmiewał się z upadku wroga. Pisarze antyczni obciążali Tygellinusa odpowiedzialnością za nauczenie Nerona wszelkiego zdziczenia i wyuzdania. Torturowana służąca Oktawii podczas zadawanych jej mąk powiedziała Tygellinusowi, że części rodne Oktawii czystsze są od jego ust.
Od tego czasu, wspólnie z żoną cesarza Poppeą, miał decydujący wpływ na politykę cesarstwa. Przypuszcza się, iż to właśnie on podsunął Neronowi pomysł zrzucenia na chrześcijan odpowiedzialności za wielki pożar, jaki strawił dużą część Rzymu w 64 roku. W 65 wytropił spisek zawiązany przez Gajusza Pizona. Tygellinus wykorzystał tę okazję do usunięcia znienawidzonych przez siebie przyjaciół Nerona: Gajusza Petroniusza, Lukana oraz filozofa Seneki Młodszego. Za zasługi w wykryciu spisku odznaczony przez Nerona tytułem ornamenta triumphalia.
W 68 roku, w obliczu upadku władzy cesarza, Tygellinus postanowił zdradzić Nerona i wsparł w dążeniach do tronu przywódcę legionów hiszpańskich, Galbę. Po upadku Galby został skazany na śmierć przez cesarza Otona i popełnił samobójstwo.

## W kulturze
Ofoniusz Tygellinus jest jednym z bohaterów powieści Henryka Sienkiewicza Quo vadis i Paula L. Maiera Rzym w płomieniach.
W filmie Quo vadis w reżyserii Mervyna Le Roya rolę Ofoniusza Tygellinusa grał Ralph Truman. Z kolei w polskiej wersji w reżyserii Jerzego Kawalerowicza w tę postać wcielił się Krzysztof Majchrzak.